# Alexandra Kutas
Alexandra Kutas (en ucraniano: Кутас Олександра Олександрівна; Dnipró, 5 de noviembre de 1993) es la primera modelo de pasarela del mundo en silla de ruedas y la primera modelo de moda con discapacidad en Ucrania. Ella es una empresaria y una oradora pública. Asesoró al alcalde de Dnipro sobre la accesibilidad de la infraestructura urbana.

## Juventud
Cuando Alexandra Kutas nació, un error médico causó una lesión de la médula espinal. Ella ha usado una silla de ruedas desde una edad temprana. Kutas era periodista aficionada en la escuela secundaria. Entrevistó a personas creativas, dirigió programas de televisor y cubrió festivales. Cuando el estudio ganó un concurso de Unicef en 2009, Kutas fue elegido como uno de los mejores periodistas jóvenes e invitado a Nueva York para un premio. Entonces Kutas se interesó por la psicología. Después de la escuela secundaria, Kutas se matriculó en el departamento psicológico de la Universidad Nacional de Dnipró. Se graduó con honores cuatro años más tarde, justo cuando comenzaron los combates en el este del país y los heridos comenzaron a llegar a Dnipró. Kutas se ofreció como voluntario en un hospital militar durante tres meses. En 2011, inspirado por el trabajo del diseñador británico Alexander McQueen, que utilizó un modelo con discapacidad en 1999, Kutas se interesó por primera vez en el mundo de la moda.

## Carrera
En el verano de 2015, Kutas participó por primera vez en la Semana de la Moda de Ucrania. El 16 de julio, ella y el fotógrafo Andrei Sarymsakov presentaron una exposición fotográfica en Kiev titulada «Rompe tus cadenas», como parte de la Semana. Este proyecto de moda, diseñado para romper los estereotipos públicos sobre las personas con discapacidad, reunió muchas respuestas positivas de los medios de comunicación ucranianos e internacionales, por ejemplo: «Su coraje y perseverancia ciertamente inspiran a muchas personas con discapacidades a no detenerse en su camino hacia su sueño. En general, ella no es solo una persona que ha superado obstáculos inimaginables.»
En marzo de 2016, Kutas comenzó a cooperar con su mánager estadounidense, Blake Wind. Wind y Kutas utilizaron las redes sociales para construir una red de contactos en la industria de la moda. El ejecutivo de moda italiano Maurizio Aschero conectó a Kutas con un diseñador de moda ucraniano, Fedor Vozianov, en el otoño de 2016. Vozianov le dio un papel central en el desfile de su nueva colección. Durante dos meses de preparación para el programa, Kutas dio más de 100 entrevistas. El 30 de diciembre, dio una entrevista al portal de noticias «Newsy» sobre los problemas de la industria de la moda moderna, destacados por George Takei.
En enero de 2017, Kutas apareció en el primer video de moda del mundo con una modelo con una discapacidad, «Viy Prelude». En febrero, modelos masculinos la llevaron a la pasarela de «Viy», en un trono especialmente hecho para el espectáculo.
En junio de 2017, Kutas vino a Nueva York para participar en un desfile de moda de gala para «Runway of Dreams», en asociación con Tommy Hilfiger. En Nueva York, tuvo dos sesiones de fotos. Uno se convirtió en el primer editorial de Vogue Ukraine Online con una modelo en silla de ruedas.
En agosto de 2017, Kutas firmó un contrato de tres meses con la agencia de modelaje Strawberrifox en Delhi. Era la primera vez que una modelo extranjera con una discapacidad trabajaba en el mercado de la moda india.

## Galería
|             |
| Viy Prelude |

|     |
| Viy |

|                              |
| Exposición de Fedor Vozianov |

## Premios
- 2017: Los 30 mejores menores de 30 años de Ucrania (Kyiv Post)[12]
- 2018: Los 17 mejores del mundo, 21º Premio Al Amor Global Ferviente por las Vidas (Taipéi)[13]
- 2019: invitación a los Premios de la Moda Británica, por trabajos que incluyen el lanzamiento de Puffins Fashion (ropa adaptativa)[14]

## Vida personal
En 2019, Alexandra se casó y en 2020 dio a luz a su primera hija, Sofía.